# Ленточный накопитель

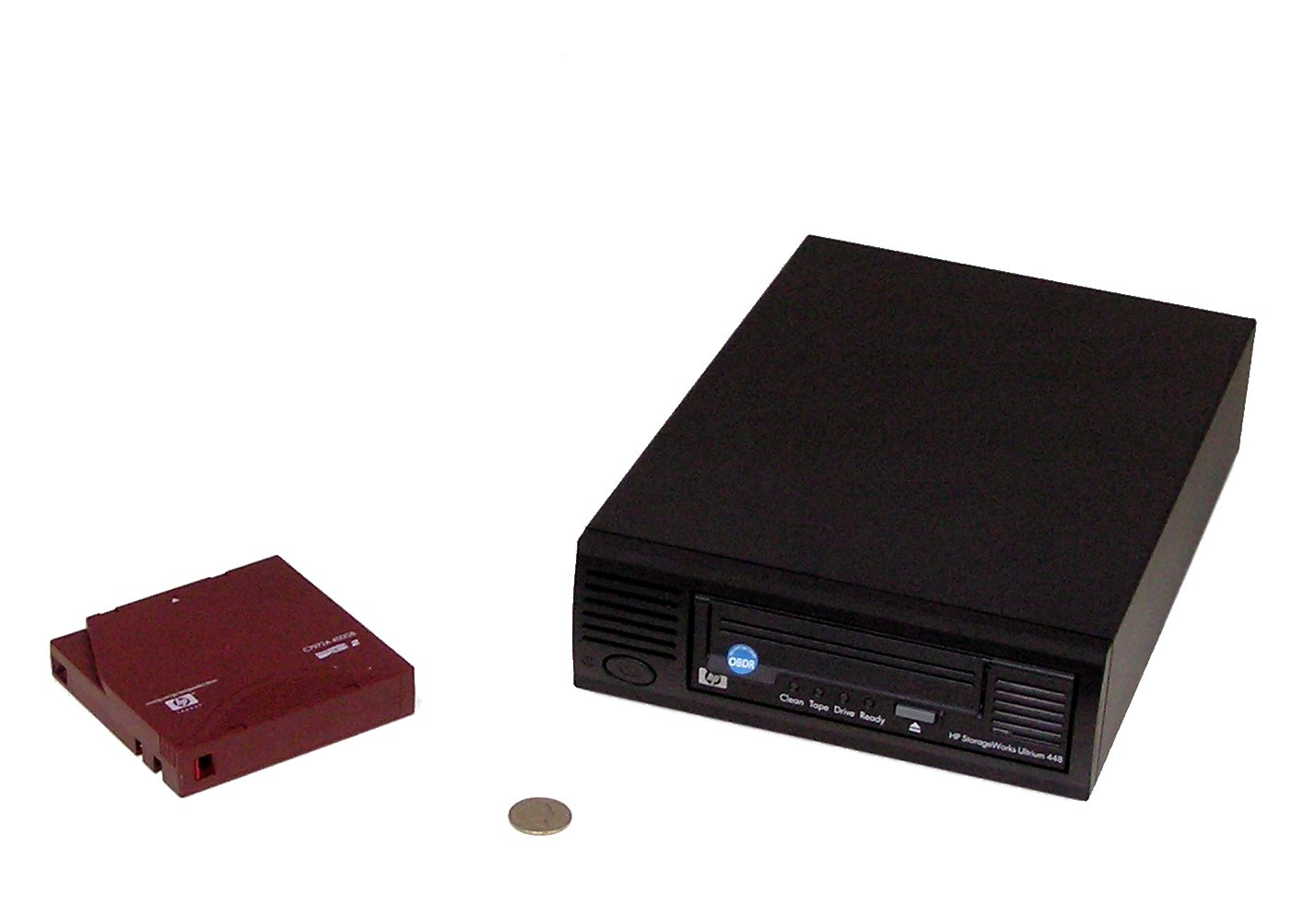
Ленточный накопитель стандарта LTO и картридж LTO-2 к нему

Ле́нточный накопи́тель  (англ. Tape drive), или стри́мер (англ. streamer), — запоминающее устройство на принципе магнитной записи на ленточном носителе, с последовательным доступом к данным, по принципу действия аналогичен бытовому магнитофону.
Основное назначение: запись и воспроизведение информации, архивация и резервное копирование данных.

## Достоинства и недостатки
Технология хранения данных на магнитной ленте в ходе развития вычислительной техники претерпела значительные изменения и в разные периоды характеризовалась различными потребительскими свойствами. Использование современных ленточных накопителей имеет следующие отличительные черты.
Достоинства:
- большая ёмкость;
- низкая стоимость и широкие условия хранения информационного носителя;
- стабильность работы;
- надёжность;
- низкое энергопотребление у ленточной библиотеки большого объёма.

Недостатки:
- низкая скорость произвольного доступа к данным из-за последовательного доступа (лента должна прокрутиться к нужному месту);
- сравнительно высокая стоимость устройства записи (ленточного накопителя).

## Базовые способы записи
Существует два базовых метода занесения информации на магнитную ленту в ленточных накопителях:
- линейная магнитная запись;
- наклонно-строчная магнитная запись.

### Линейная магнитная запись
При использовании данного метода записи данные записываются на ленту в виде нескольких параллельных дорожек. Лента имеет возможность двигаться в обоих направлениях. Считывающая магнитная головка во время чтения неподвижна, так же, как и записывающая во время записи. По достижении конца ленты считывающая/записывающая головка сдвигается на следующую дорожку, а лента начинает двигаться в противоположном направлении. Технология, по сути, аналогична бытовому аудиомагнитофону. Возможно применение нескольких головок, которые работают с несколькими дорожками одновременно (многодорожечный стример). В современных устройствах этот метод доминирует.

### Наклонно-строчная магнитная запись («Helical Scan»)
Если используется данный метод, то блок головок записи-воспроизведения (БГЗВ) размещается на вращающемся барабане, мимо которого механизм протягивает ленту, при чтении и записи. Запись при этом ведётся в одном направлении. В зависимости от используемого формата записи лента проходит вокруг БВГ под некоторым углом, причём ось самого цилиндра БГЗВ также наклонена под небольшим углом к ленте. Лента при записи-чтении движется в одном направлении. Данный способ записи предполагает наличие наклонных дорожек на поверхности ленты. Аналогичная технология применяется в видеомагнитофонах. Наклонно-строчный метод был изобретён, чтобы добиться более высокой плотности записи, чем при линейном методе, без необходимости уменьшения зазора в головках и увеличения скорости движения ленты (однако в настоящее время эти технические ограничения преодолены и в рамках линейного метода).

## История
Магнитная лента была впервые использована для записи компьютерных данных в 1951 году в компании Eckert-Mauchly Computer Corporation на ЭВМ UNIVAC I. В качестве носителя использовалась тонкая полоска металла шириной 12,65 мм, состоящая из никелированной бронзы (называемая Vicalloy). Плотность записи была 128 символов на дюйм (198 микрометров / символ) на восемь дорожек.
В ЭВМ, выпускавшихся до момента появления и широкого распространения жёстких дисков, накопители на магнитной ленте (НМЛ), аналогичные ленточным накопителям, использовались как основной долговременный носитель информации. В дальнейшем в мейнфреймах НМЛ стали использоваться в системах иерархического управления носителями для хранения редко используемых данных. Некоторое время они достаточно широко применялись в качестве съёмного ЗУ при переносе большого количества информации.

### 9-дорожечная лента

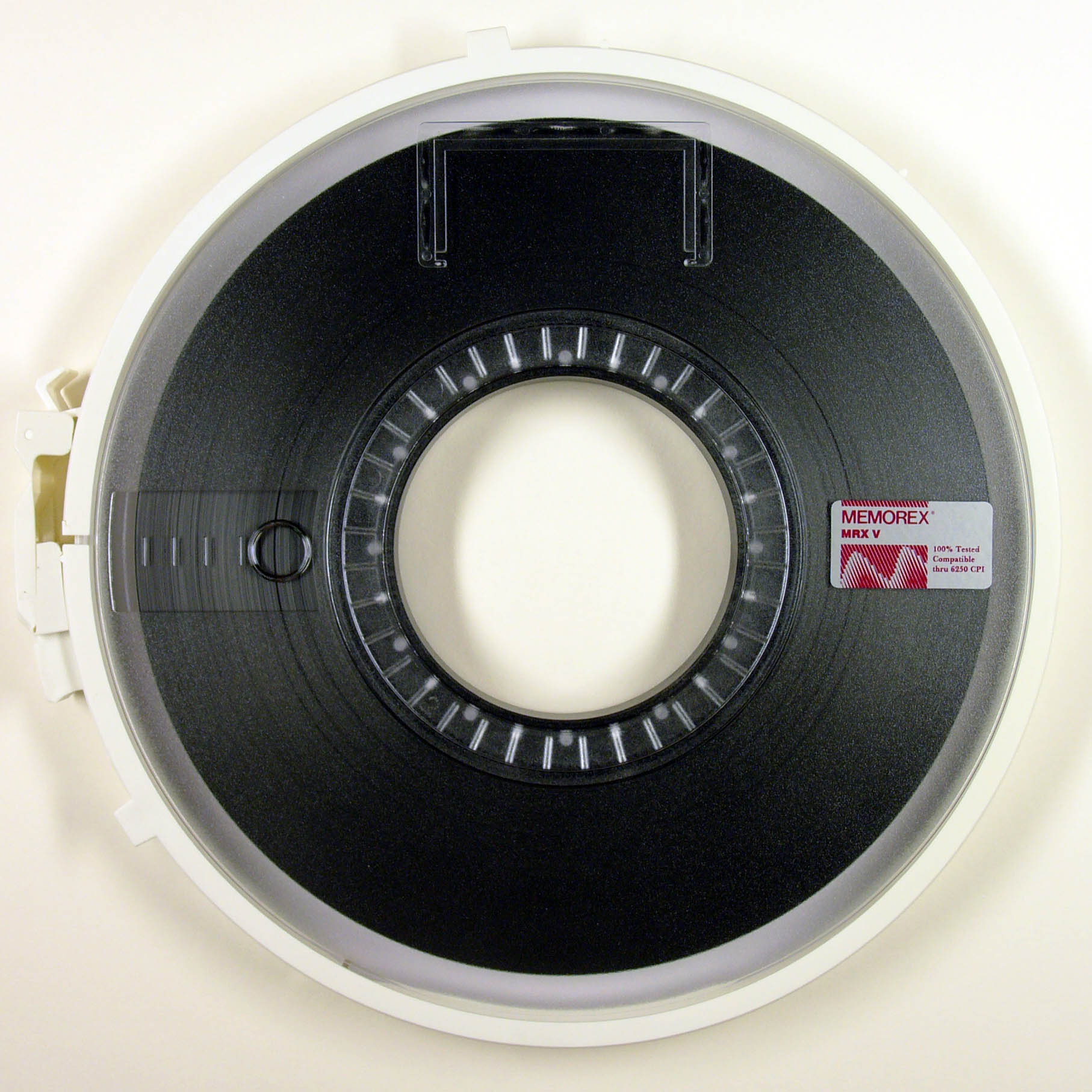
9-дорожечная лента

Широкое распространение ленточных накопителей было связано с большими ЭВМ и, в частности, мейнфреймами IBM. Начиная с представленного в 1964 году семейства IBM System/360, в фирме IBM был принят стандарт 9-дорожечной ленты с линейной записью, который впоследствии распространился также в системах других производителей и широко использовался до 1980-х годов. В СССР этот стандарт магнитных лент абсолютно доминировал, благодаря использованию ленточных накопителей семейства ЕС ЭВМ, в том числе и в составе компьютеров других архитектур.

### Аудиокассета

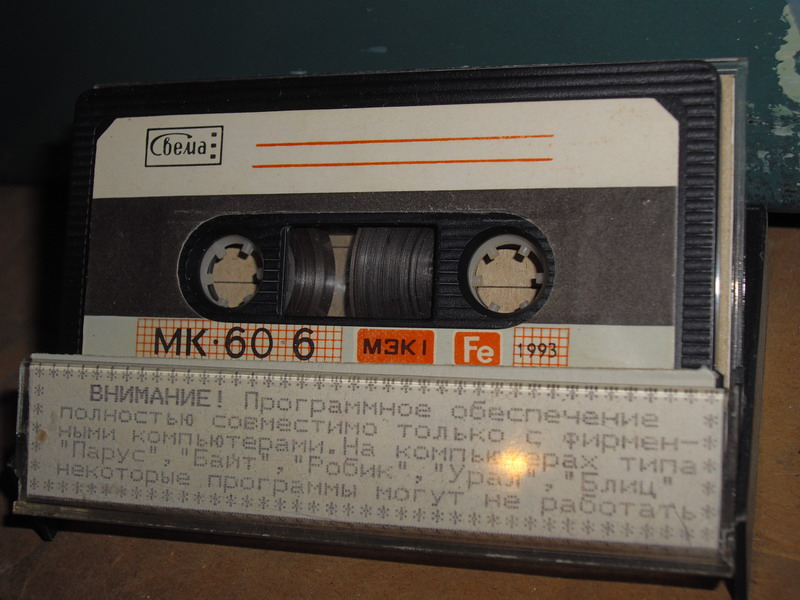
Аудиокассета

В домашних персональных компьютерах 1970-х и начала 1980-х годов (вплоть до середины 1990-х) в качестве основного внешнего запоминающего устройства во многих случаях использовался обычный бытовой магнитофон или, изредка, специальные устройства на его основе с автоматическим управлением (например, Commodore Datasette). Эта технология была недостаточно приспособлена для компьютерных нужд, зато была весьма дешева и доступна для домашнего пользователя (так как сам аудиомагнитофон у многих из них уже имелся).

Для промышленных ПК использовались ленточные накопители, такие как TEAC MT-2ST c кассетами CT-500H, CT-600H 50 и 60 Мб соответственно.

### Видеокассета

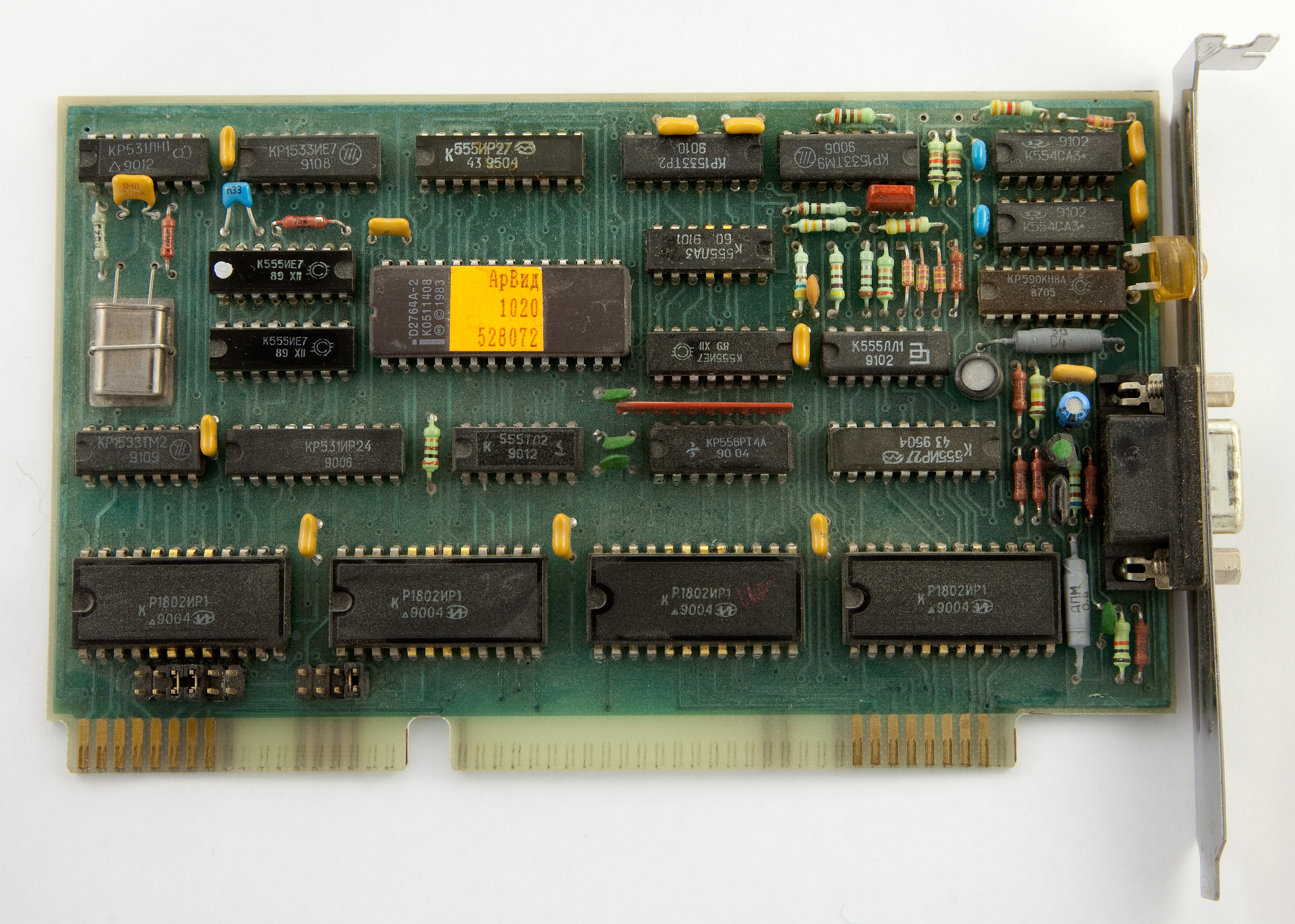
Арвид 1020

В начале 1990-х годов ПО КСИ (Зеленоград, Россия) была разработана серия контроллеров АрВид ("Архиватор на видео"), предназначенных для IBM PC-совместимых компьютеров, и позволявших использовать в качестве цифрового накопителя бытовой видеомагнитофон формата VHS. На 180-минутную кассету могло помещаться до 3,25 Гб данных.

### Технология DDS

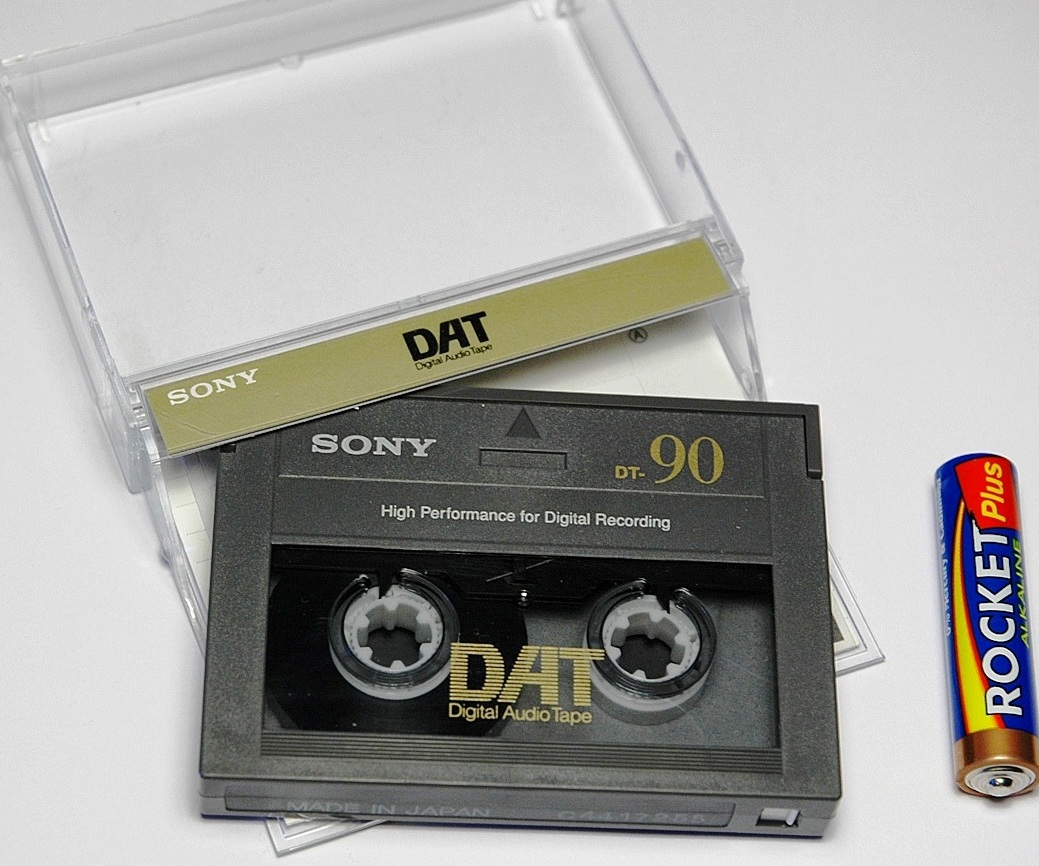
DAT

Формат хранения данных DDS (англ. Digital Data Storage) был разработан в 1989 году компаниями Hewlett-Packard и Sony на базе формата DAT (Digital Audio Tape), разработанного компаниями Sony и Philips в середине 1980-х. По внешнему виду он напоминает уменьшенную в два раза аудиокассету, поскольку представляет собой четырёхмиллиметровую магнитную ленту, заключённую в защитный пластиковый корпус размера 73 мм × 54 мм × 10,5 мм. Как подсказывает само название, запись на магнитную ленту производится цифровым, а не аналоговым способом, при этом используется 16-битная импульсно-кодовая модуляция (PCM) без сжатия, как у CD, а частота дискретизации может быть как больше, чем у CD (44,1 кГц), так и меньше, а именно: 48, 44,1 или 32 кГц. Это означает, что запись производится без потери качества исходного сигнала, в отличие от более поздних форматов DCC (англ. Digital Compact Cassette) и MD (англ. MiniDisc). Накопители DDS используют технику записи, аналогичную применяемой в DAT-аудиомагнитофонах и основанную как на перемещении носителя в горизонтальном направлении, так и головок чтения-записи — в вертикальном направлении.

### Технология QIC

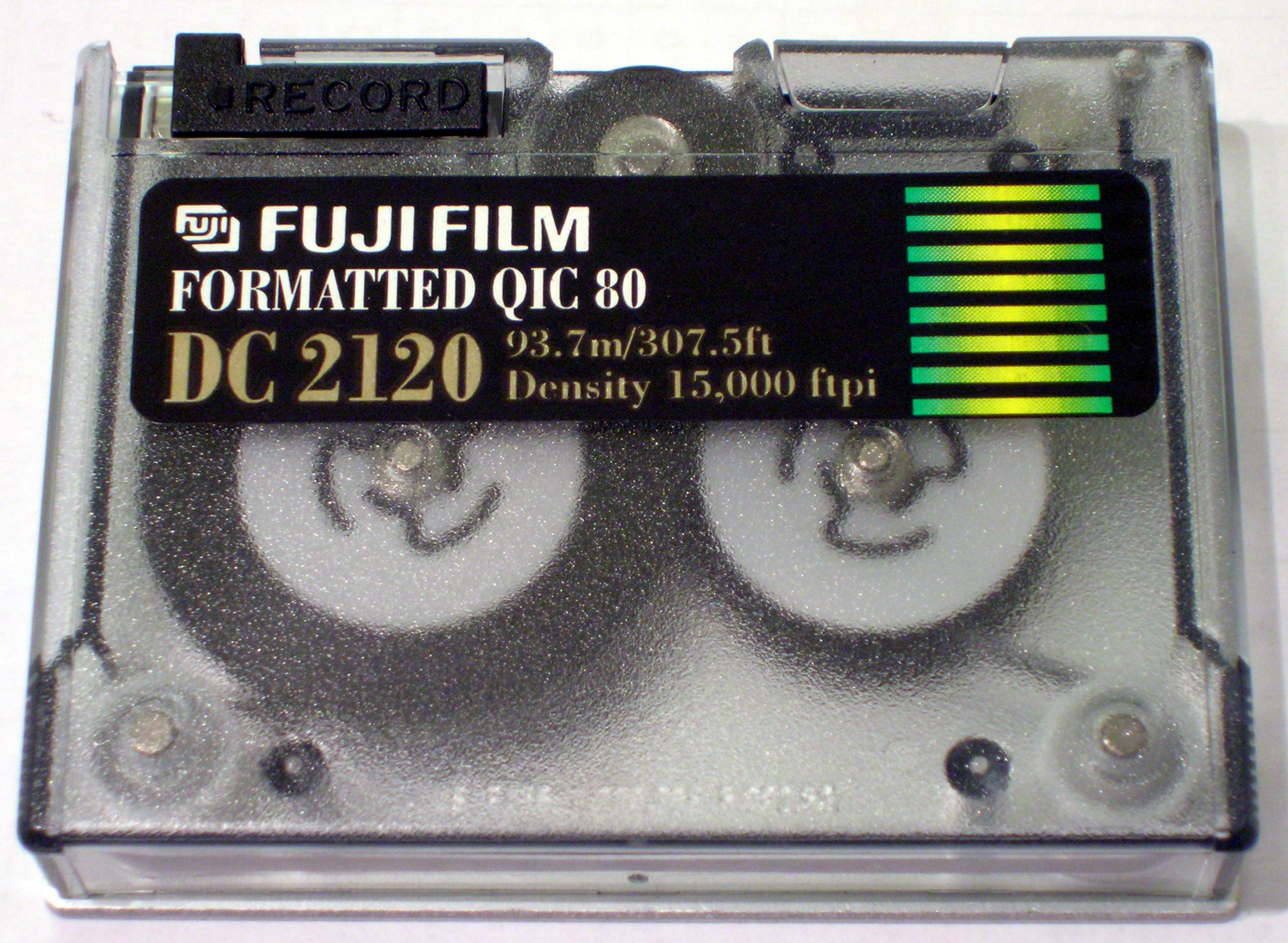
Кассета QIC-80

В 1990-е годы для систем резервного копирования персональных компьютеров были популярны стандарты QIC-40 и QIC-80, использовавшие небольшие кассеты физической ёмкостью 40 и 80 Мбайт соответственно. Поддерживалось аппаратное сжатие данных. Накопители этих стандартов устанавливались в стандартный 5-дюймовый отсек и подключались к интерфейсу контроллера флоппи-дисков. В дальнейшем появилось большое количество сходных стандартов под торговыми марками QIC и Travan, определяющих носители ёмкостью до 10 Гбайт.

### Технология DLT

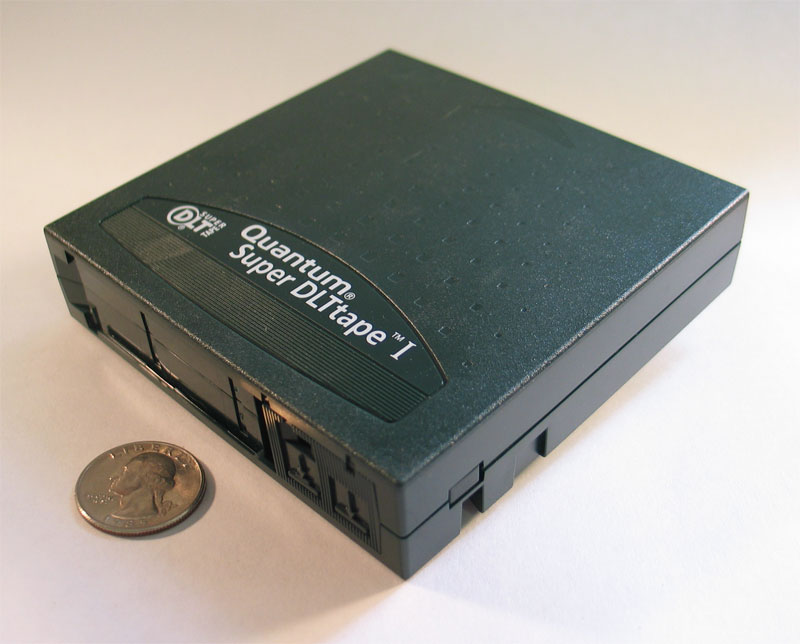
Картридж SDLT

Технология DLT была представлена фирмой Quantum в начале 1990-х годов на основе более ранней технологии CompacTape для компьютеров VAX фирмы Digital Equipment Corporation, ленточное подразделение которой приобрела Quantum. Дальнейшим развитием DLT явилась технология Super DLT (SDLT). 

Линейка стандартов CompacTape/DLT/SDLT определяет носители физической ёмкостью от 100 Мбайт до 800 Гбайт.
С 2007 года развитие стандарта SDLT фирмой Quantum прекращено в пользу LTO, но оборудование и носители записи ещё выпускаются.

## Современные стандарты
Современные ленточные накопители, как правило, подключаются через высокопроизводительный интерфейс SAS, обеспечивающий передачу данных со скоростью 3 или 6 Гбит/с. Старшие модели IBM имеют возможность подключения через интерфейс FICON.

### Технология LTO

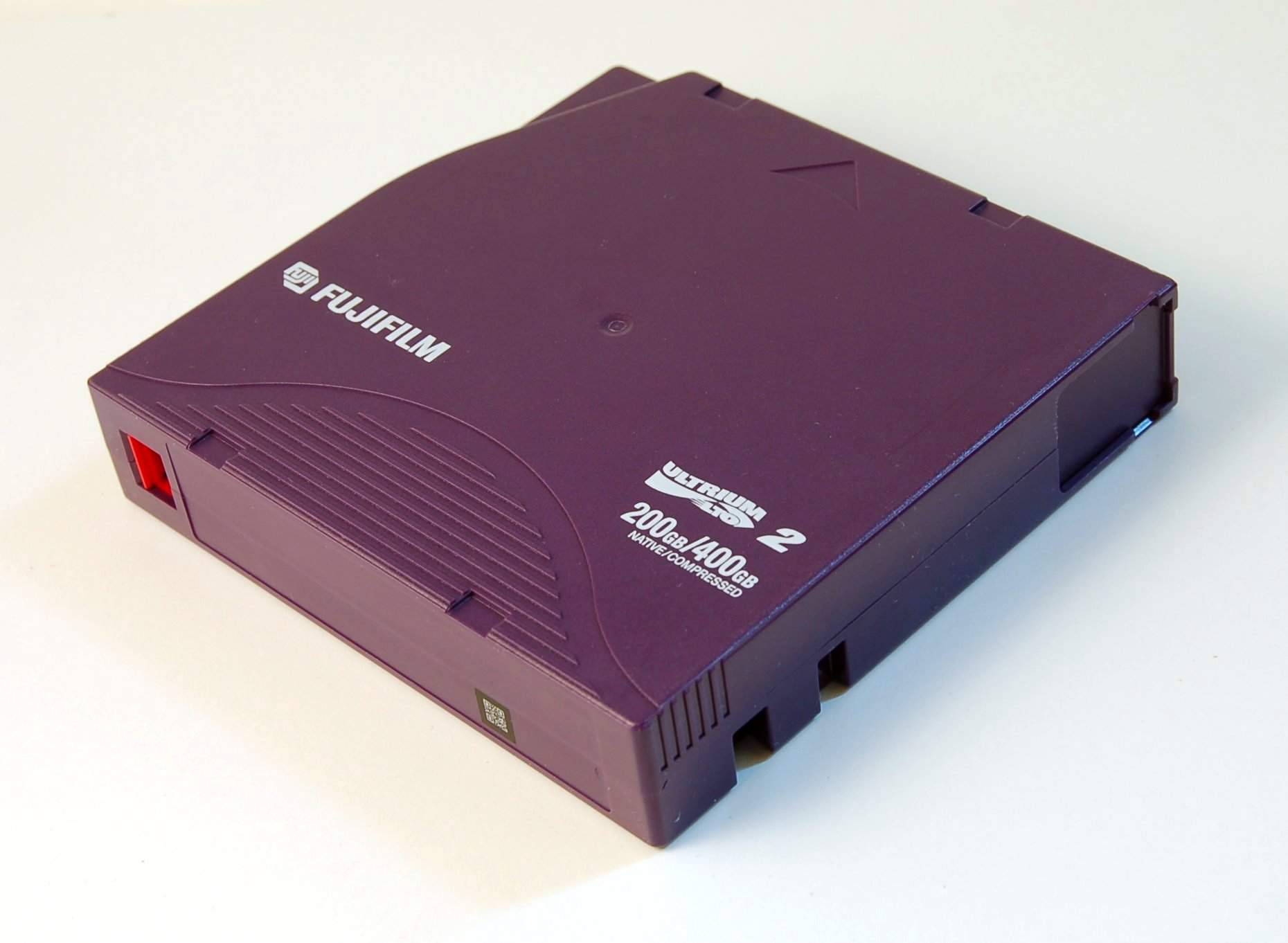
Картридж LTO

В настоящее время на рынке доминируют ленточные накопители, соответствующие линейке стандартов LTO (Linear Tape-Open).
Представленный фирмой IBM ленточный накопитель LTO-5 TS2350 оснащён, помимо двух интерфейсов SAS, также интерфейсом Ethernet. Однако в настоящее время (июнь 2010-го) этот интерфейс не может использоваться, он объявлен зарезервированным для будущих версий прошивок.

### Технология IBM 3592
Компания IBM поставляет в настоящее время, помимо оборудования LTO, ленточные накопители собственного закрытого стандарта IBM 3592 (Jaguar), представленные современной моделью IBM TS1140, а также совместимые ленточные библиотеки. Это оборудование используется в серверах и мейнфреймах. К линейке IBM 3592 относятся модели ленточных накопителей собственно 3592 (1 поколение), TS1120 (2 поколение), TS1130 (3 поколение) и TS1140, а также ленточные библиотеки на их основе. Картриджи имеют физическую ёмкость до 4 Тбайт.
Будучи, в отличие от стандарта LTO, ориентирован не только на архивацию и резервное копирование, но и на произвольный доступ к данным, стандарт IBM 3592 обеспечивает удовлетворение более жёстких требований по количеству перезаписей носителя. Также в IBM 3592 использован ряд решений для оптимизации производительности в старт-стопном режиме записи, такие, как глубокое кеширование данных и многоскоростное движение ленты (6 или 7 скоростей, в зависимости от модели ленточного накопителя).
IBM 3592 использует линейный метод записи.
Отличительной особенностью стандарта IBM 3592 является заложенная в него возможность переформатирования магнитных носителей старого поколения под формат более новых устройств с соответствующим повышением информационной ёмкости (в отличие от других современных стандартов, обеспечивающих совместимость новых устройств со старыми носителями только в старом формате). В общем случае предусматривается совместимость на 2 поколения вперёд, конкретные допустимые режимы использования конкретного носителя в конкретном устройстве определяются по таблице:
|                             | Длина ленты (м) | 3592 J1A | TS1120 | TS1130 | TS1140 |
| Картридж 3592 JJ/JR         | 610 м           | 60 GB    | 100 GB | 128 GB |        |
| Картридж 3592 JA/JW         | 610 м           | 300 GB   | 500 GB | 640 GB |        |
| Картридж 3592 JB/JX         | 825 м           |          | 700 GB | 1 TB   | 1,6 TB |
| Картридж 3592 JC/JY         |                 |          |        |        | 4 TB   |
| Картридж 3592 JK (short JC) |                 |          |        |        | 500 GB |

### Перспективные разработки
В 2010 году компаниями IBM Research и FujiFilm представлена технология, позволяющая записывать до 35 терабайт данных на ленточном картридже, сопоставимом по размерам с LTO. Открытым, однако, пока остаётся вопрос об обеспечении достаточной пропускной способности интерфейса подключения устройства и блоков самого устройства: современным устройствам LTO-5, ориентированным на подключение по интерфейсу 6 Гбит/с SAS с фактической пропускной способностью 140 Мбайт/с, потребовалось бы около 3 суток для записи 35 терабайт данных.
В 2015 году эти же компании побили мировой рекорд по плотности записи на магнитную ленту, достигнув показателя в 123 млрд бит на квадратный дюйм (около 19 млрд бит на кв. см.). Таким образом, ёмкость стандартного 10-сантиметрового картриджа может достигать 220 терабайт.
В 2017 году IBM Research анонсировала очередной рекорд плотности записи - 201 Гбит на кв. дюйм (чуть больше 31 гигабита на кв. см.), доведя возможный объём картриджа до 330 терабайт. Если скорость обмена данными с ленточным накопителем будет равна максимально возможной для порта USB 3.0 (600 МБ/с), то для заполнения картриджа понадобится более шести суток непрерывной записи.
В 2020 году Fujifilm и IBM сумели повысить ёмкость ленточных накопителей до 580 ТБ, при плотности записи 317 Гбит на квадратный дюйм (~49 гигабит на кв. см.)..

## Программное обеспечение
В Unix-подобных операционных системах простейшая, но достаточная во многих случаях, работа с ленточным накопителем поддерживается из командной строки при помощи команд tar и mt (исключением является Mac OS X, в которой mt отсутствует, а tar не поддерживает ленточные накопители). Более развитые средства резервного копирования обеспечиваются специальными программами, доступными для всех распространённых операционных систем.
В 2010 году фирмой IBM представлена свободно распространяемая файловая система LTFS для ленточных накопителей, поддерживающих разбиение на разделы (partitioning), к которым относятся ленточные накопители стандарта LTO-5, а также IBM 3592/TS1120/TS1130. Эта файловая система позволяет обращаться к содержимому ленты, как к обычному дереву каталогов с файлами. В настоящее время LTFS реализована IBM для платформ Linux и Mac OS X, ведутся работы над реализацией для Windows.

## Ленточная библиотека

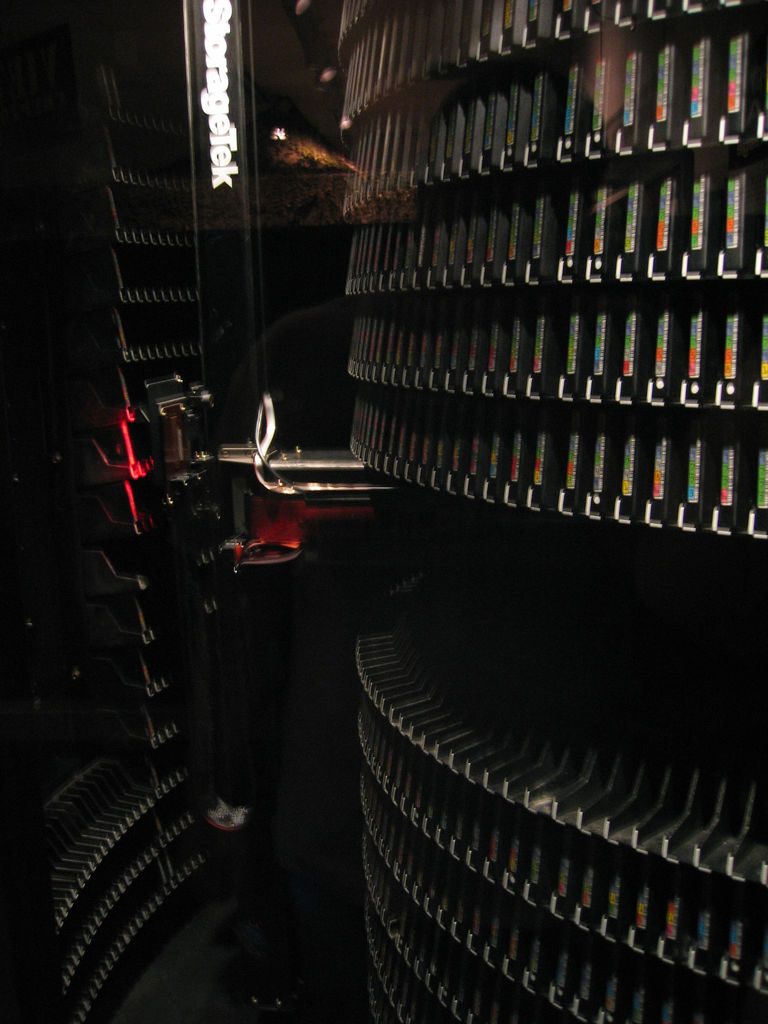
Большая ленточная библиотека StorageTek Powderhorn. Высота 180 см

Накопитель на магнитной ленте, поддерживающий работу одновременно с несколькими лентами, называется ленточной библиотекой. Роботизированные ленточные библиотеки могут содержать хранилища с тысячами магнитных лент, из которых робот автоматически достаёт требуемые ленты и устанавливает в одно или несколько устройств чтения-записи. С программной точки зрения такая библиотека выглядит, как один накопитель с огромной ёмкостью и значительным временем произвольного доступа. Кассеты в ленточной библиотеке идентифицируются специальными наклейками со штрих-кодом, который считывает робот. В настоящее время (2010 год) коммерчески доступны модели ленточных библиотек с ёмкостью до 70 петабайт при использовании 70 000 кассет.
Ленточная библиотека имеет значительные преимущества перед дисковым массивом по стоимости и энергопотреблению при больших объёмах хранимых данных. Например, согласно расчётам 2008 года издания Clipper Notes, для поддержания в постоянном доступе архива размером 6,6 петабайт в течение 5 лет стоимость дисковой системы (RAID-массивов, контроллеров, разветвителей, дисков, питания, охлаждения и пр.) составит 14,7 млн долларов (в том числе стоимость электроэнергии — 550 тыс. долларов), в то время как стоимость ленточной библиотеки — менее 700 тыс. долларов (в том числе стоимость электроэнергии — 304 доллара). Недостатком ленточной библиотеки является время произвольного доступа к данным, которое в нормальном режиме функционирования может достигать нескольких минут, а также падение производительности на порядки при увеличении количества различных одновременных запросов более числа наличествующих устройств чтения-записи (когда кассеты оказываются стоящими в очереди на чтение/запись).